# 寺内寿太郎
寺内 寿太郎（てらうち じゅたろう 1900年? - 没年不明）は、昭和初期の詩人。川柳にも才能を発揮し、当時流行の探偵小説にも凝ったことがある。慶應義塾大学初の箱根駅伝ランナーでもある。

## 経歴・人物
評論家山岸外史のいとこ。幼時に父を日露戦争で亡くし、親戚の間を転々として育つ。伯父の世話で慶應義塾大学部理財科（現在の経済学部）を卒業して会社勤めをしていたが、不遇を託ち、家出すること数回。伊豆の天城山の奥深く分け入り、自殺を企てたこともあるが、10日間消息を絶った後、親戚に発見されて連れ戻された。なお、慶大時代は競走部（陸上部に相当）に所属し、箱根駅伝にも3回（1920年〈第1回大会でもある。区間4位〔最下位〕〉，1921年〈10区。区間記録不明〔完走しているが記録が散佚〕〉，1923年〈10区。区間7位〔9チーム中〕〉）出場した。
たびたび職業を変え、都落ちをしてからは岩手県宮古で4年間、町会（あるいは漁業組合だったとも言われる）で書記として生計を立てていた。
極端な寡作家ながら、宮古時代に「遺書」（かきおき）と題する一行詩（「生れてすみません」）を含む7〜8作の詩稿を完成して帰京。この「遺書」の詩稿は1936年（昭和11年）、山岸を通じて太宰治の目にとまり、太宰の短篇「二十世紀旗手」の冒頭において、エピグラフ「生れて、すみません。」として剽窃されるに至った。
寺内は以前から太宰の読者だったが、1937年（昭和12年）ごろ、「二十世紀旗手」を読んで山岸のもとに駆けつけるなり、顔面蒼白となって「生命を盗られたようなものなんだ」「駄目にされた。駄目にされた」と叫び、途方に暮れたという。山岸からこのことを伝えられた太宰は、「あの句は山岸君のかと錯覚するようになっていたのですよ」「わるいことをしたな」と狼狽した。
このあと寺内は文学に挫折し、憂鬱症に陥り、家出を繰り返したのち、やがて失踪してしまった。敗戦後まもなく、品川駅で目撃されたのが最後の姿だった。
また、佐藤春夫の小説「芥川賞-憤怒こそ愛の極点（太宰治）」（『改造』1936年11月、のち「或る文学青年像」と改題）に寺内清の名で登場している。

## 駅伝成績
| 年   | 大会                            | 所属         | 区間 | 距離 | 順位    | 記録          | 備考                    |
| ---- | ------------------------------- | ------------ | ---- | ---- | ------- | ------------- | ----------------------- |
| 1920 | 第1回東京箱根間往復大学駅伝競走 | 慶應義塾大学 | 1区  |      | 区間4位 | 1時間30分30秒 |                         |
| 1921 | 第2回東京箱根間往復大学駅伝競走 | 慶應義塾大学 | 10区 |      |         |               | 9区以降は区間記録が不明 |
| 1923 | 第4回東京箱根間往復大学駅伝競走 | 慶應義塾大学 | 10区 |      | 区間7位 | 1時間29分59秒 |                         |